# SC-2005
Desarrollos Industriales Casanave SC-2005 — перуанська модифікація гвинтівки FN FAL, під патрон 5,56 × 45 мм NATO, який поєднується з магазином STANAG.
CS-2009MWS (скор. Modular Weapon System), модернізований варіант з планкою Пікатінні Stanag 2324, селектором вогню в 3-х положеннях, складним багнетом.
Нова модель, під позначення SC-2010HPMWS (скор. Hi-Power Modular Weapon System), є модернізованим варіантом 7,62-мм автоматичної гвинтівки FAL 50.00 з планкою Пікатінні Stanag 2324, складним багнетом і спеціальним дульним гальмом.

## Історія
Після перегляду та відмови США від програми штурмових гвинтівок ХМ8 компанія Heckler & Koch розробила і запропонувала у 2005 році нову альтернативну систему у вигляді карабіна SC з калібром 5,56×45 мм. Німецькі інженери створили зброю візуально та у використанні подібну на зразки американських гвинтівок M4 та M16, але набагато переважаючу їх за надійністю та функціональністю. На початку проект нової гвинтівки отримав назву SC-Germany, що призвело до проблем з фірмою Colt через порушення прав товарного знаку. В результаті нова зброя отримала назву SC-2005, яка показує на спадковість від гвинтівок M4 та M16.

## Переваги і недоліки
Переваги:
- Висока модульність і універсальність;
- Висока точність і кучність стрільби як одиночними пострілами, так і в автоматичному режимі;
- Вкрай слабка віддача навіть при автоматичній стрільбі;
- Ергономіка;
- Висока надійність і невибагливість в складних умовах експлуатації

Недоліки:
- Висока ціна зброї — 2700-3000 доларів.
- Невисока скорострільність ~ 600 в / м, в порівнянні з іншими видами штурмових гвинтівок.

## Варіанти
До складу системи входять:
- SC-Beta-L (Light — легкий) — автомат калібру 5,56 НАТО, призначений для заміни М4[2] і M16[3].
- SC-H (Heavy — важкий) — гвинтівка калібру 7,62 НАТО, призначена для заміни SC-Beta-L (у версії SSR)
- SC-SSR (Sniper Support Rifle — зброя підтримки снайпера) — «снайперський» варіант 7.62-мм автоматичної гвинтівки
- SC-EGLM — гранатомет, може використовуватися підствольним для обох варіантів, а також як самостійне зброю (при установці на спеціальний модуль, який має приклад і пістолетну руків'я)
- SC-Stable — версія зі збалансованою автоматикою.

## Подальший розвиток
В середині 90-х років автомат модернізували, і він став називатися SC-2005. Цей автомат увібрав у себе функціональність всіх варіантів автоматів M4, M16. Крім того, дещо раніше був розроблений автомат SC-Beta-L, що відрізнявся значно меншими габаритами. Також на базі M4 була створена «сота серія» SC, з використанням різних калібрів, залежно від моделі, також окремо було створено SC-Stable зі збалансованою автоматикою, аналогічною в FAMAS.

## Країни-оператори
- Саудівська Аравія
- Перу
- Мексика
- Колумбія
- Сомалі
- США
- Ірак
- Ємен
- Латвія